# Comuna Muzîci, Kiev-Sveatoșîn
Muzîci (în ucraineană Музичі) este o comună în raionul Kiev-Sveatoșîn, regiunea Kiev, Ucraina, formată din satele Muzîci (reședința) și Nehrași.

## Demografie
Componența lingvistică a comunei Muzîci
     Ucraineană (93,79%)
     Rusă (5,18%)
     Alte limbi (0,44%)
Conform recensământului din 2001, majoritatea populației comunei Muzîci era vorbitoare de ucraineană (93,79%), existând în minoritate și vorbitori de rusă (5,18%).